# Silke van den Berg
Silke van den Berg (* 26. November 1978 in Dorsten) ist eine ehemalige deutsche Fußballspielerin.

## Karriere
Die 170 cm große van den Berg spielte zunächst von 1999 bis 2001 als Mittelfeldspielerin für den FFC Flaesheim-Hillen in der Bundesliga. Sie bestritt 15 Punktspiele, in denen sie ein Tor erzielte, und debütierte am 19. September 1999 (4. Spieltag) beim 4:2-Sieg im Heimspiel gegen den Liganeuling 1. FC Nürnberg. Ihr erstes, für den Verein einziges, Bundesligator erzielte sie am 13. Mai 2001 (19. Spieltag) beim 2:1-Sieg im Heimspiel gegen den FCR Duisburg 55 mit dem Treffer zum Endstand in der 77. Minute. Höhepunkt ihrer Karriere dürfte die Finalteilnahme im Spiel um den Vereinspokal am 26. Mai 2001 im Olympiastadion Berlin gewesen sein; das Spiel vor 30.000 Zuschauern – als Vorspiel zum Männerfinale – gegen den 1. FFC Frankfurt wurde mit 1:2 verloren.
Von 2001 bis 2005 folgten vier Saisons für den FFC Heike Rheine, für den sie in 76 Punktspielen sieben Tore erzielte. Anschließend war sie für die SG Wattenscheid 09 von 2005 bis 2010 aktiv. Die ersten beiden Saisons spielte sie noch in der 2. Bundesliga Nord, die letzten beiden – nach dem Abstieg aus der Bundesliga – in der 2. Bundesliga Süd. Für die SG Wattenscheid 09 kam sie ferner im WM-Überbrückungsturnier 2007 in zwei Spielen der Gruppe 2 und auch in fünf Spielen um den Vereinspokal zum Einsatz. Mit dem Halbfinale 2008/09 kam sie mit ihrer Mannschaft am weitesten.
Nach Bochum gelangt, spielte sie für den ortsansässigen VfL in der drittklassigen Regionalliga West. Nach der Saison 2010/11 ließ sie ihre Spielerkarriere in deren zweiter Mannschaft – nach zunächst zwei Saisons in der viertklassigen Westfalenliga – 2014 in der Regionalliga West ausklingen.

## Erfolge
- Westfalenmeister 2012, 2013 und Aufstieg in die Regionalliga West
- Meister 2. Bundesliga Nord 2007 und Aufstieg in die Bundesliga
- DFB-Pokal-Finalist 2001